# Ел Ретан, Ел Ретан Гранде (Чоис)
Ел Ретан, Ел Ретан Гранде (шп. El Retán, El Retán Grande) насеље је у Мексику у савезној држави Синалоа у општини Чоис. Насеље се налази на надморској висини од 920 м.

## Становништво
Према подацима из 2005. године у насељу су живела 3 становника.

### Хронологија
| Година       | 2000        | 2005 |
| ------------ | ----------- | ---- |
| Становништво | 19 (7 / 12) | 3    |

### Попис
| # | Индикатор                        | Вредност |
| - | -------------------------------- | -------- |
| 1 | Укупно појединачних домаћинстава | 1        |